# Bao cao su nữ

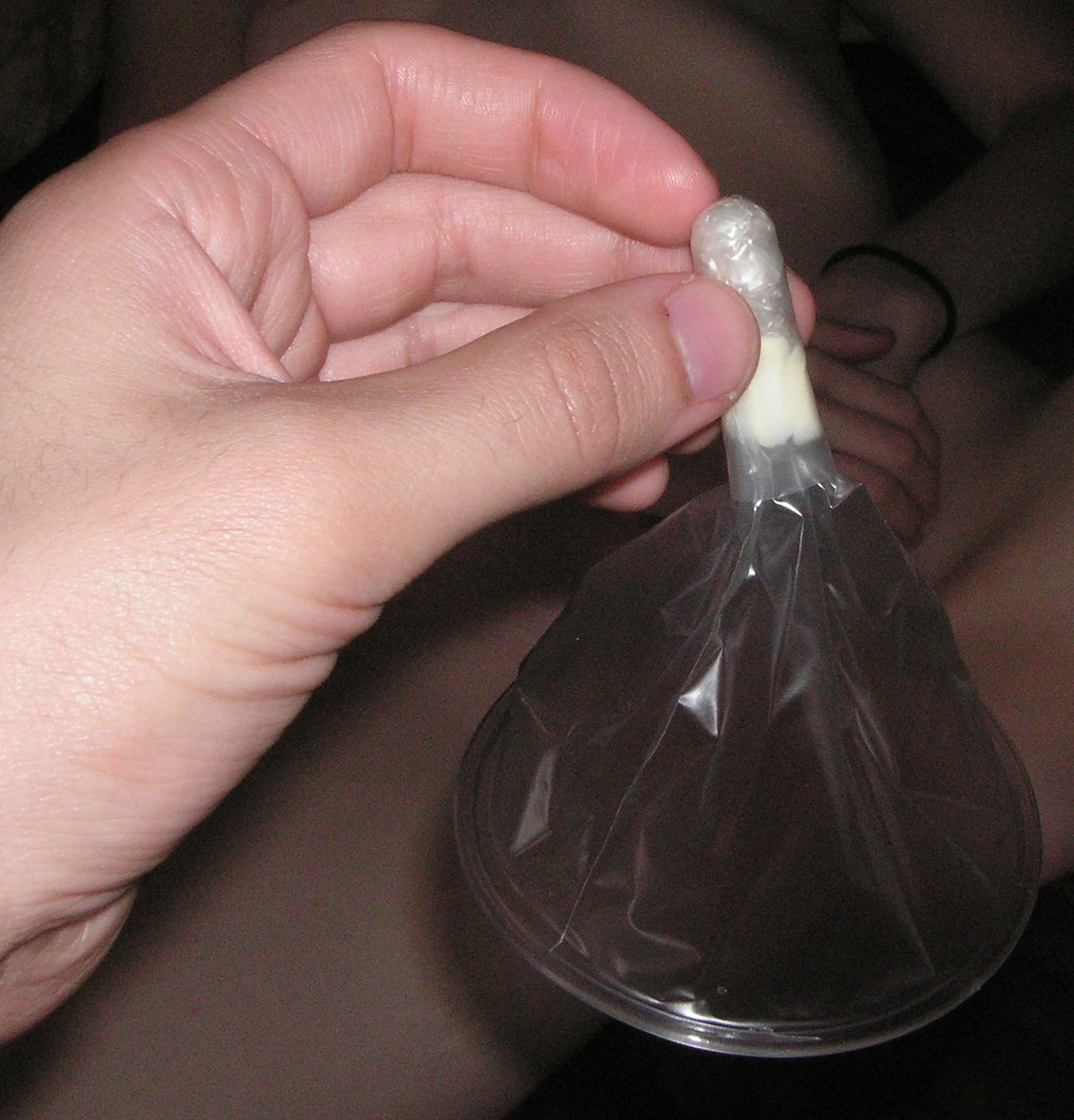
Bao cao su nữ

Bao cao su nữ (Female condom) hay còn gọi là bao cao su bên trong (Internal condom) là loại bao cao su được sử dụng trong khi giao hợp như một biện pháp tránh thai  để giảm khả năng mang thai hoặc lây nhiễm các bệnh lây truyền qua đường tình dục (STI) bằng cách khi sử dụng nó sẽ được đưa vào âm đạo (hoặc hậu môn) trước khi giao hợp để giảm nguy cơ tiếp xúc với tinh dịch hoặc các chất dịch cơ thể khác. Đây là một loại bao dành cho phụ nữ khi quan hệ tình dục được làm từ chất liệu nhựa tổng hợp, mềm, mỏng và trong suốt, nó sẽ được đặt bên trong người nhận (tức phụ nữ) để ngăn không cho tinh trùng được bơm bên ngoài vào từ người cho (tức nam giới). Bao cao su dành cho nữ được phát minh vào năm 1990 do sáng kiến của bác sĩ phụ khoa người Đan Mạch là Lasse Hessel và được Cục Quản lý Thực phẩm và Dược phẩm Hoa Kỳ (FDA) chấp thuận bán tại Hoa Kỳ vào năm 1993. Nó được phát triển như một giải pháp thay thế cho loại bao cao su ngoài được sử dụng cho nam giới.  Khác với bao cao su cho nam, loại bao cao su cho phụ nữ sẽ đi vào bên trong âm đạo nên còn được gọi là bao cao su bên trong. 

## Lịch sử

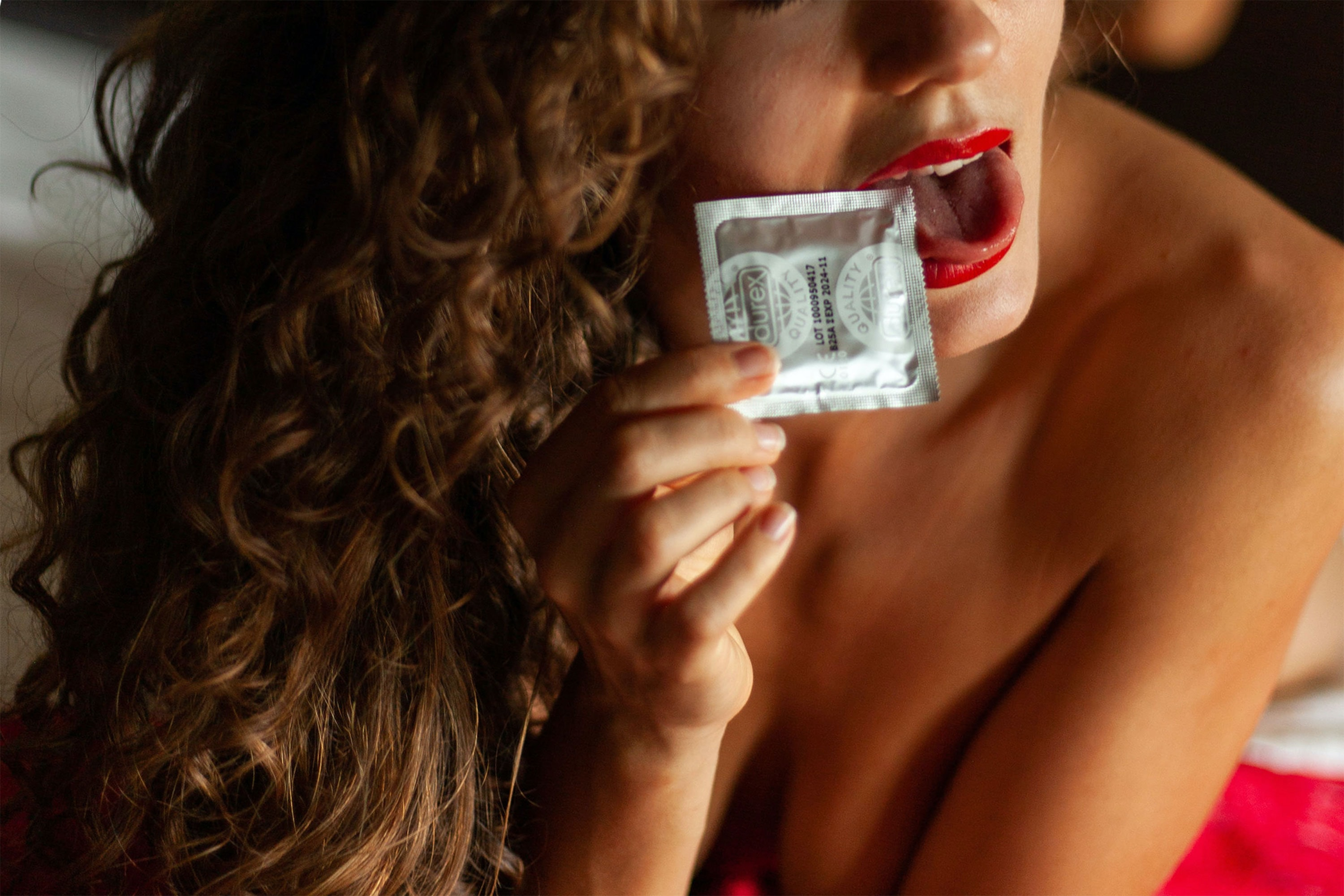
Một phụ nữ đang sử dụng bao cao su nữ

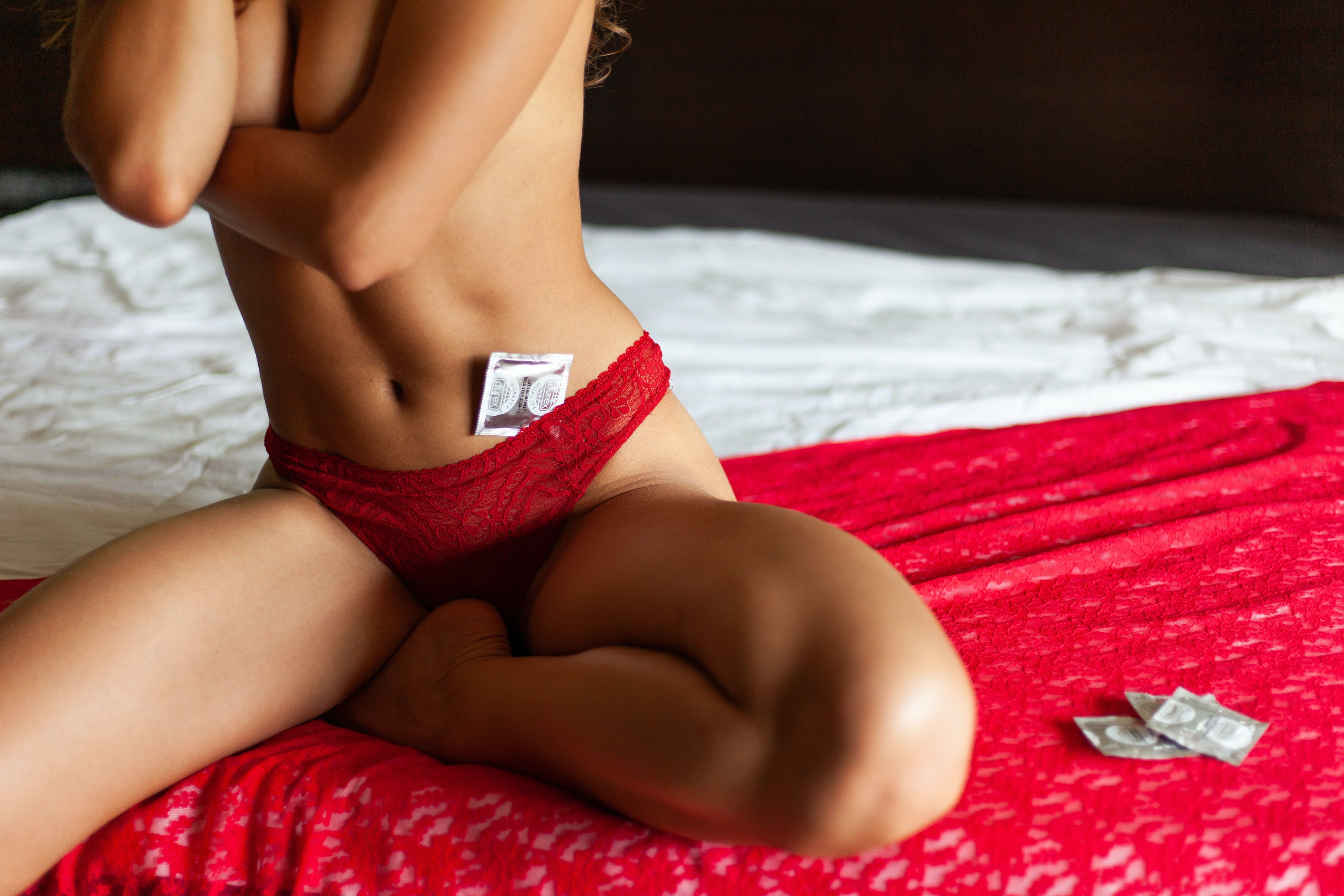
Bao cao su nữ là một giải pháp phòng ngừa hiện đại và tiện lợi cho phái nữ

Bao cao su nữ được phát triển vào cuối thế kỷ XX (bao cao su nam đã được sử dụng trong nhiều thế kỷ). Động cơ chính cho việc tạo ra bao cao su nữ là sự từ chối của một số nam giới sử dụng bao cao su vì mất cảm giác và tác động do đó đến độ cứng của cương cứng của nam giới, và thứ yếu là do hàm ý rằng nam giới có thể lây truyền STI. Tương tự như các loại khác, bao cao su cho nữ cũng có tác dụng ngừa thai ngoài ý muốn và phòng các bệnh lây qua đường tình dục như lậu, chlamydia, thậm chí là HIV. Không chỉ dành cho nữ giới, mọi người thuộc bất kỳ giới tính nào cũng có thể sử dụng loại bao này khi quan hệ tình dục qua đường âm đạo hoặc hậu môn. Bao cao su nữ FC1 đầu tiên được làm từ polyurethane. Bao cao su nữ thế hệ thứ hai được gọi là FC2 và được làm từ nitrile tổng hợp (thay đổi quan trọng này được công bố vào tháng 9 năm 2005, và quá trình chuyển đổi hoàn toàn dòng sản phẩm sang FC2 đã được thực hiện vào tháng 10 năm 2009). FC2 được sản xuất bởi Veru Pharma. Tổ chức Y tế Thế giới (WHO) đã cho phép các cơ quan LHQ mua FC2 và Quỹ Dân số Liên hợp quốc đã đưa bao cao su nữ vào chương trình quốc gia.

## Sử dụng
Hầu hết phụ nữ đều có thể sử dụng loại bao nữ ngay sau khi sinh con, sảy thai hoặc phá thai để ngăn ngừa việc mang thai ngoài ý muốn, Nó có độ sử dụng hoàn hảo là 5%. Trước khi quan hệ tình dục sẽ đặt bao vào âm đạo, không để dương vật của bạn tình tiếp xúc với âm đạo trước khi đeo bao do tinh dịch vẫn có thể chảy rỉ ra khỏi dương vật trước khi bạn tình đạt cực khoái và xuất tinh. Bao cao su cho nữ sẽ có hai vòng tròn ở hai đầu, đặt đầu bên trong là một vòng tròn nhỏ di động vào sâu nhất trong âm đạo. Vòng tròn lớn hơn sẽ ở bên ngoài nhằm giữ cho bao không bị tuột hết vào trong âm đạo, đồng thời che phủ âm hộ và bao bọc trùm kín toàn bộ dương vật từ đầu đến tận gốc khi giao hợp. Điều này sẽ giúp tạo một lớp bao phủ hoàn toàn bên ngoài âm đạo, ngăn không cho tinh trùng thâm nhập vào gặp trứng để xảy ra quá trình thụ tinh đặng chẳng đừng.
Bao cao su nữ còn giúp bảo vệ người đeo và bạn tình khỏi các bệnh lây qua đường tình dục vì cả hai sẽ không tiếp xúc với chất dịch của đối phương. Sau khi quan hệ, hãy rút bao cao su ra khỏi cơ thể trước khi đứng lên và vứt vào thùng rác, không nên tái sử dụng bao cao su nhưng theo WHO nghiên cứu thì các lô bao cao su đã khử trùng, giặt, sấy, bôi trơn lại và tái sử dụng không liên quan đến dịch tiết dương vật, kích ứng âm đạo có triệu chứng hoặc các phát hiện bất lợi khi soi cổ tử cung ở những người tình nguyện tham gia nghiên cứu. Vì bao cao su cho nữ phải đưa vào sâu trong âm đạo nên sẽ không phù hợp với những phụ nữ nhạy cảm, không thoải mái khi có vật lạ trong cơ quan sinh dục. Tuy nhiên, dòng bao cao su nitrile mới ít có khả năng tạo ra tiếng kêu sột soạt gây mất tập trung khi phụ nữ đang quan hệ do đó, FC2 được phát triển để thay thế FC1, mang lại độ an toàn và hiệu quả tương tự khi sử dụng, nhưng với chi phí thấp hơn đáng kể.

## Chú thích

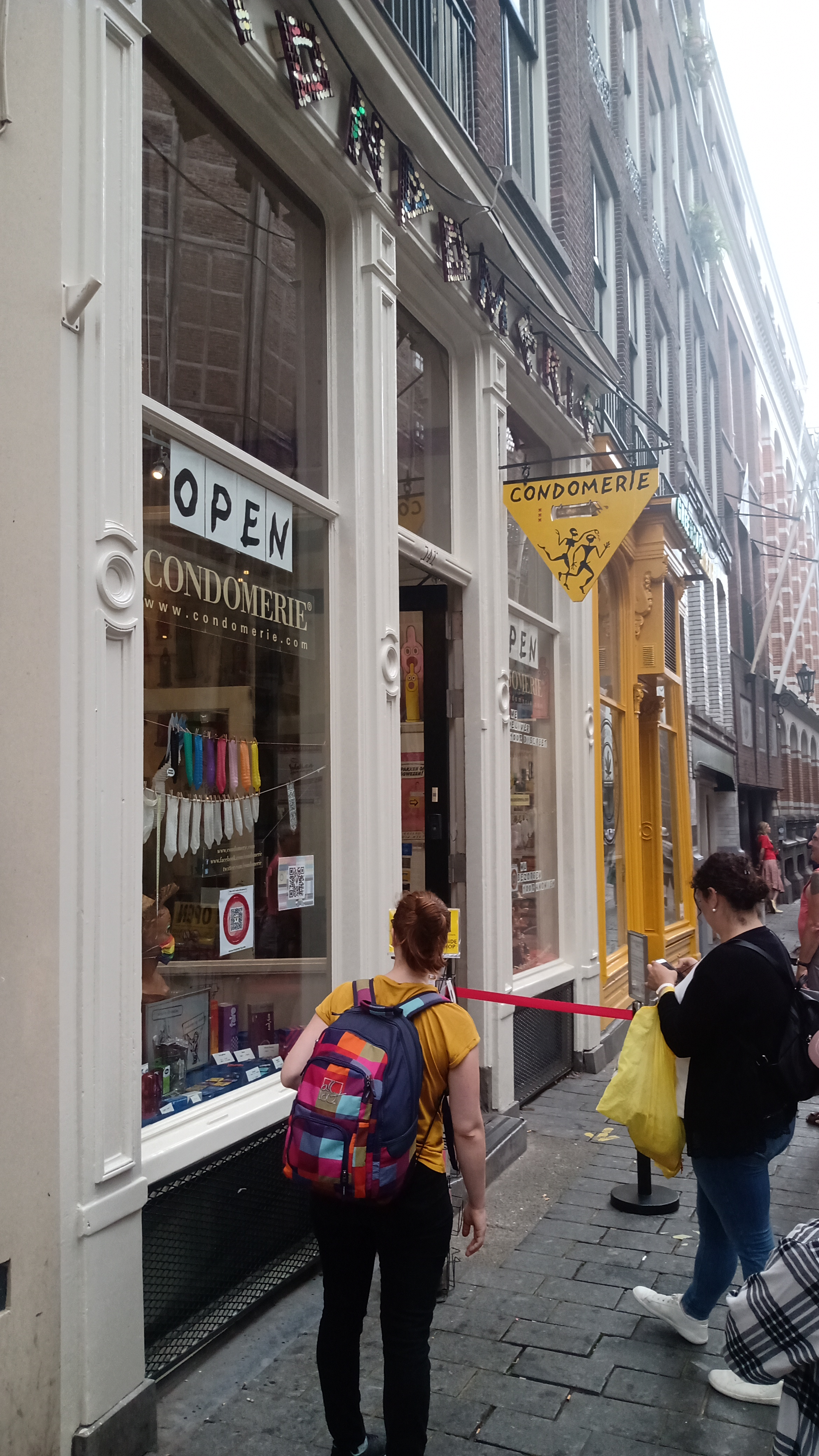
Một cửa hàng bao cao su nữ